# 아슈르바니팔
아슈르바니팔, 앗슈르바니팔 또는 오스납발(기원전 685년경 – 기원전 627년)은 신아시리아 제국의 마지막 왕으로 기원전 669년부터 기원전 627년까지 통치했다. 그의 통치 기간에 아시리아는 군사적뿐만아니라 문화적으로도 최전성기를 구가했는데 니네베에 최초의 체계적인 아슈르바니팔도서관을 세운 것으로 유명하다.
구약성경에는 존귀한 오스납발 로 잠깐 언급이 된다. (에스라 4:10)

## 초기
아슈르바니팔은 센나케립의 손자이고 에사르하돈의 아들이다. 기원전 672년 에사르하돈의 왕비와 적자가 죽자 에사르하돈은 황실의 내분을 우려하여 아슈르바니팔을 아시리아의 왕으로, 이복형제 샴슈-슈무-우킨은 바빌론의 왕으로 임명하고 그의 사후 누구도 이에 반역을 안할 것을 맹세하게 했다. 아슈르바니팔은 뛰어난 지략과 능력을 발휘하고 사제들의 지식에 능통했으며 수메르, 아카드의 어려운 문자를 해독할 수 있었고 사냥, 궁술, 승마에 뛰어나 아버지의 신임을 받았다.
기원전 669년 12월 에사르하돈이 이집트 원정중에 갑자기 하란에서 죽자, 아슈르바니팔은 할머니의 도움으로 모든 왕실과 신하의 충성을 맹세받고 다음해 순조롭게 왕위에 올랐고 이복형제 샴슈-슈무-우킨을 바빌론의 왕위에 앉혔다. 기록에는 두 사람의 젊은 왕위가 마치 쌍둥이인 것처럼 동등하게 되어있으나 아시리아의 왕인 아슈르바니팔이 아버지의 진정한 후계자임은 분명했다.

## 통치
집권 이후 아슈르바니팔은 한동안 이집트의 반란을 진압해야 했다. 기원전 667년 쿠시의 왕인 타하르카가 반란을 일으켰고 그는 아시리아 군대를 보내어 멤피스에서 곧 진압했고 타하르카는 쿠시로 도망갔다. 반란을 도왔던 이집트의 신하들은 모두 니네베로 붙잡아 왔고 반란은 철저히 진압당했다. 정복지에 그 지역 출신 왕을 세운다는 방침으로 아슈르바니팔은 이집트에 네코 1세를 왕으로 세우고 아시리아에 충성을 다짐받았다. 기원전 664년 타하르카가 죽고 조카인 타누타카가 다시 이집트를 침범해 테베를 점령했다. 아슈르바니팔은 이번에도 군사를 보내어 반란을 진압하고 타누타카를 쿠시로 쫓아보냈다. 네코 1세는 전쟁 중에 죽었으며 아시리아는 다시 프삼메티코 1세를 이집트의 왕위에 임명했다. 나중에 아시리아 군대는 이집트에서 쫓겨나지만 무역은 계속 유지하였다.
아슈르바니팔은 이집트 반란을 진압하는 과정에서 이집트를 도운 티레와 리디아를 징벌하고 아시리아의 영향력을 과시하였다.
한편 바빌론의 왕위에 임명된 샴슈-슈무-우킨과의 관계는 16년 동안 순탄했지만 샴슈는 아시리아의 피지배민족과 연합하여 반란을 꾀했다. 음모를 발견한 아슈르바니팔은 곧장 경고를 내리고 특별조공을 부과했으나 이는 곧 거절당했다. 아슈르바니팔은 곧바로 군사행동에 들어가 반란을 진압했는데, 이 반란은 거의 3년을 끌었다. 바빌론은 포위된 상태에서 극도로 굶주려야 했고 사람이 서로를 잡아먹는 일도 있었다고 한다. 기원전 648년 샴슈-슈무-우킨은 종말이 다가오자 불타는 자신의 궁전에서 자살했다. 아슈르바니팔은 도시를 재건하고 독립적인 지위를 다시 보장했지만, 새로이 바빌론의 왕으로 임명된 칸달나우는 제의적인 왕의 역할만 허용했다.
그의 말년에 대한 기록은 거의 찾아볼 수 없어 그가 언제 죽었는지는 확실하지 않다. (기원전 631년 또는 627년의 기록이 있음) 말년에는 대체로 평온한 가운데 지냈던 것으로 보이지만 아시리아 제국은 점점 쇠퇴하고 있었다. 그는 아버지의 선례를 좇아 두 명의 아들, 아슈르 에텔 일라니와 신 샤르 이슈쿤에게 공평하게 권력을 나누어 공동으로 통치하게 했다.

## 문화의 장려
아슈르바니팔은 엄청난 문화와 예술의 후원자였다. 그는 당대의 왕들과는 다르게 스스로 문자를 해독할 수 있었고 수학을 알았으며 이것을 항상 자랑으로 여겼다. 그는 고대 중동에서 최초로 장서를 체계적으로 수집하고 목록을 만든 도서관을 니네베에 세웠다. 그는 그때까지 나온 모든 문자와 서적(점토판)을 조사·수집하여 목록과 사본을 만들어 보관했다. 여기에는 인간, 동물, 식물, 해, 달, 별의 움직임 등의 관찰을 기초로 한 천문학, 수학 등의 사본들이 상당수 있으며 수메르·아카드 및 기타 언어를 사전 형식으로 편찬한 서적 뿐만 아니라 《천일야화》의 원형으로 보이는 이야기들, 신화와 설화, 특히 길가메시 서사시의 일부도 있다.
또한 니네베에 궁전을 신축하고 개축했으며, 여기에 자신의 치세기간에 있었던 수많은 역사적 사건들을 조각으로 새겨 장식했다. 이러한 양식은 다른 아시리아의 작품보다 훨씬 발전된 것으로 많은 부조들이 놀라운 서사성을 보여주고 있다.

## 같이 보기
- 아시리아의 왕